# جعفرآباد (بروجرد)
جعفرآباد روستایی از توابع بخش اشترینان شهرستان بروجرد در استان لرستان ایران میباشد که مردمی خونگرم ، مهماندوست ، مذهبی وصمیمی دارد  سرزمینی پهناور در کنار رودخانه خرچنگ رود که از کرخه سرچشمه میگیرد.اکثر مردمان جعفرآباد در عرصه حمل و نقل فعالیت میکنند. و کشاورزی و دامپروری در این روستا رونق زیادی ندارد. 

## جمعیت
بنابر سرشماری مرکز آمار ایران، جمعیت جعفرآباد در سال ۱۳۹۵ برابر با ۲۲۸۲ نفر بوده‌است که از این میان ۱۱۹۲ نفر مرد و بقیه زن بوده‌اند. این روستا ۷۳۵ خانوار دارد.